# Erinaceus amurensis
El  erizo de Manchuria (Erinaceus amurensis) es una especie de mamífero erinaceomorfo de la familia Erinaceidae. Es un erizo similar al erizo común en apariencia y estilo de vida, aunque tiene una coloración más clara. Un ejemplar medio mide unos 30 cm y  pesa entre 600 y 1000 gramos . Es originario del Óblast de Amur y Krai de Primorie en Rusia, Manchuria en China y la península de Corea.